# IC 218
IC 218 — галактика типу Sbc (компактна витягнута спіральна галактика) у сузір'ї Кит.
Цей об'єкт міститься в оригінальній редакції індексного каталогу.